# Dinizia excelsa
Dinizia excelsa är en ärtväxtart som beskrevs av Adolpho Ducke. Dinizia excelsa ingår i släktet Dinizia och familjen ärtväxter. Inga underarter finns listade i Catalogue of Life.